# 九龍倉置業新加坡
九龍倉置業新加坡私人有限公司 (除牌前：sgx：M35、otcbB：WKSGY)，公司前身是新加坡馬可勃羅酒店和會德豐地產（新加坡）私人有限公司，1972年成立，主要從事新加坡的地產項目的投資及發展，當中尤以豪宅為業務重心。在1981年於新加坡交易所上市，1986年，九龍倉已成立酒店管理部門—馬可勃羅國際酒店集團,1988年，九龍倉向新加坡馬可勃羅酒店提出全面收購，九龍倉其母公司是會德豐,會德豐其後把馬可勃羅國際酒店集團易名為會德豐地產（新加坡）。

## 歷史
1988年，包玉剛已透過旗下的隆豐國際及九龍倉斥資10.53億港元收購了美國東部的奧麗酒店集團（Omni Hotels Group），其時該集團擁有39間酒店，共16.684間客房的管理權，是美國第十四大酒店集團。1990年，隆豐及九倉再度聯手出擊，計劃斥資約10億港元收購美國另一家酒店集團Methotels Inc.，該集團在美國西部擁有67家酒店共17,540間客房的管理權，若收購成功，奧麗酒店集團將躋身英國十大酒店集團之列，不過是項收購無疾而終。
早於1986年，九龍倉已成立酒店管理部門—馬可勃羅國際酒店集團，接管香港大酒店集團對九龍倉屬下在香港的3家酒店（香港酒店、馬可勃羅酒店、太子酒店）及新加坡馬可勃羅酒店的管理權。1988年，九龍倉向新加坡馬可勃羅酒店提出全面收購，將持股量從42%提高到76.1%。1989年，九龍倉透過新加坡馬可勃羅酒店以3.08億新元投得該市烏節路地段，並將其發展為面積47萬方呎的商業大廈連卡佛廣場，該項計劃於1993年完成，總投資約24億港元。不過，九龍倉在北美酒店業的發展並不理想，多年來集團雖投下不少資金對酒店進行翻新，但盈利表現則長期欠佳。1996年1月，九龍倉終於將奧麗酒店集團在美國的9間酒店權益及其他26間酒店的管理權售予美國德州石油大亨Rowiing家族旗下的TRT Holdings Inc.，套現約39億港元，從北美撤出，專注中港及亞太區業務。目前，九倉正以馬可勃羅酒店集團為旗艦，重整其在亞太區業務，旗下酒店除香港的3間酒店外，還有新加坡的馬可勃羅酒店、越南胡志明市的奧麗西貢酒店、印尼雅加達的奧麗巴達維亞酒店
2014年4月15日王明星和馬可勃羅國際酒店集團控制的財團68 Holdings Pte. Ltd.同意以每股3.50新加坡元(合2.80美元)的價格收購Hotel Properties旅店置業約2.14億股股票，獲得了Hotel Properties 41.9%的股權，提出全面收購HPL。扣除由會德豐及王明星擁有的41.91% HPL權益，交易涉資64億元。
王明星和一位商業伙伴持有68 Holdings 60%的股權，馬哥孛羅持有余下的40%股權。
王明星和會德豐新加坡都是HPL的長期股東，會德豐目前持有HPL 20.16%權益；王明星及關連人士則持有約21.75%，

## 連結
- wharfestates.com.sg （页面存档备份，存于）